# Кикин, Алексей Иванович
Алексей Иванович Кикин (1803 — 8 (20) февраля 1852) — доктор медицины, профессор Московской медико-хирургической академии.

## Биография
Получил медицинское образование в московском отделении медико-хирургической академии, куда поступил в 1825 году. Ещё студентом обратил на себя внимание прилежанием и любовью к зоотомии, почему и был назначен исполняющим должность прозектора. В 1829 году окончил курс лекарем 1-го отделения, с серебряной медалью и был оставлен при академии прозектором зоотомии. В 1830 году во время эпидемии холеры был командирован в Саратов; производил исследование болезни, с самоотвержением вскрывая трупы умерших, и в 1831 году напечатал «Disquisitio anatomico — pathologica in hominibus choiera morbo extinctis anno 1830». В 1834 году, защитив диссертацию «De scorbuto» (рус. «О цинге»), был удостоен степени доктора медицины и, по особому экзамену, приобрёл звания акушера и инспектора врачебной управы.
В 1835 году был утверждён адъюнкт-профессором медико-хирургической академии и читал зоотомию, сравнительную физиологию и учение об эпизоотических болезнях, но в 1836 году, при введении нового устава академии, вновь стал прозектором зоотомии. В связи с закрытием в 1845 году академии, в следующем году получил звание адъюнкта по кафедре государственного врачебноведения Московского университета — читал учение об эпизоотических болезнях и ветеринарной науки, гигиену и диететику.
Издал первую на русском языке «Краткую зоотомию, или руководство к познанию строения домашних животных» (М. 1837. — 2 ч.) и «Вопросы из общей эпизоотии» (М. 1843).
В 1835 году женился на мещанке Александре Михайловне Кротковой; у них в 1842 родился сын Василий.